# Вандопсис
Вандопсис (лат. Vandopsis) — род многолетних травянистых растений семейства Орхидные.
Аббревиатура родового названия в промышленном и комнатном цветоводстве — Vdps.
Род Vandopsis включает 4 вида, распространённых в Юго-Восточной Азии, на Филиппинах и Новой Гвинее.
Эпифиты.
Некоторые представители рода и гибриды с их участием популярны в комнатном и оранжерейном цветоводстве, а также широко представлены в ботанических садах.

## Синонимы
- Fieldia Gaudich., 1829, nom. illeg.

## Этимологияи история описания
Название получил благодаря внешнему сходству с представителями рода Vanda. Греческое слово «opsis» — буквально «напоминает».

## Морфологическое описание
Моноподиальные растения средних и крупных размеров.
Стебли мощные, прямостоячие, с короткими междоузлиями.
Листья ремневидные, жёсткие.
Соцветия простые, прямостоячие или изогнутые, многоцветковые.
Цветки крупные, мясистые. Чашелистики и лепестки раскидистые, похожи друг на друга.
Губа прикреплена боковыми долями к основанию колонки; средняя доля мясистая, длинная, двусторонне уплощённая, неопушенная.
Колонка короткая.
Поллиниев — 4. Плоские, соединены попарно.

## Виды
Список видов по данным Королевских ботанических садов в Кью:
- Vandopsis gigantea (Lindl.) Pfitzer in H.G.A.Engler & K.A.E.Prantl (eds.), 1889
- Vandopsis lissochiloides (Gaudich.) Pfitzer in H.G.A.Engler & K.A.E.Prantl (eds.), 1889
- Vandopsis shanica (Phillimore & W.W.Sm.) Garay, 1974
- Vandopsis undulata (Lindl.) J.J.Sm., 1912

## Охрана исчезающих видов
Все виды рода Vandopsis входят в Приложение II Конвенции CITES. Цель Конвенции состоит в том, чтобы гарантировать, что международная торговля дикими животными и растениями не создаёт угрозы их выживанию.

## В культуре
Температурная группа зависит от экологии вида.
Общие условия культивирования те же, что и для рода ванда.

## Искусственные межродовые гибриды
По данным The International Orchid Register.
- Vandopsis × Aerides = Vandopsides
- Vandopsis × Aerides × Arachnis × Vanda = Pehara
- Vandopsis × Aerides × Renanthera = Carterara
- Vandopsis × Aerides × Rhynchostylis = Nornahamamotoara
- Vandopsis × Aerides × Vanda = Maccoyara
- Vandopsis × Arachnis = Vandachnis
- Vandopsis × Arachnis × Ascocentrum × Paraphalaenopsis × Vanda = Lavrihara
- Vandopsis × Arachnis × Ascocentrum × Phalaenopsis × Vanda = Sutingara
- Vandopsis × Arachnis × Ascocentrum × Vanda = Alphonsoara
- Vandopsis × Arachnis × Paraphalaenopsis = Garayara
- Vandopsis × Arachnis × Paraphalaenopsis × Renanthera = Spiessara
- Vandopsis × Arachnis × Paraphalaenopsis × Renanthera × Vanda = Oderara
- Vandopsis × Arachnis × Phalaenopsis = Laycockara
- Vandopsis × Arachnis × Phalaenopsis × Renanthera = Edeara
- Vandopsis × Arachnis × Phalaenopsis × Renanthera × Vanda = Macekara
- Vandopsis × Arachnis × Renanthera = Limara
- Vandopsis × Arachnis × Renanthera × Vanda = Teohara
- Vandopsis × Arachnis × Vanda = Leeara
- Vandopsis × Ascocentrum = Ascandopsis
- Vandopsis × Ascocentrum × Phalaenopsis = Richardmizutaara
- Vandopsis × Ascocentrum × Phalaenopsis × Vanda = Bogardara
- Vandopsis × Ascocentrum × Renanthera = Gottererara
- Vandopsis × Ascocentrum × Renanthera × Rhynchostylis × Vanda = Saplalaara
- Vandopsis × Ascocentrum × Renanthera × Vanda = Onoara
- Vandopsis × Ascocentrum × Rhynchostylis × Vanda = Knappara
- Vandopsis × Ascocentrum × Trichoglottis × Vanda = Edara
- Vandopsis × Ascocentrum × Vanda = Wilkinsara
- Vandopsis × Ascoglossum × Renanthera = Freedara
- Vandopsis × Doritis = Dorandopsis
- Vandopsis × Doritis × Phalaenopsis = Hausermannara
- Vandopsis × Doritis × Rhynchostylis = Glanzara
- Vandopsis × Esmeralda = Esmeropsis
- Vandopsis × Esmeralda × Paraphalaenopsis × Renanthera × Vanda = Tomoderara
- Vandopsis × Esmeralda × Renanthera × Vanda = Engsoonara
- Vandopsis × Holcoglossum = Holcopsis
- Vandopsis × Paraphalaenopsis = Paravandopsis
- Vandopsis × Paraphalaenopsis × Phalaenopsis × Renanthera = Huntingtonara
- Vandopsis × Paraphalaenopsis × Renanthera = Renanparadopsis
- Vandopsis × Phalaenopsis = Phalandopsis
- Vandopsis × Phalaenopsis × Renanthera = Ernestara
- Vandopsis × Renanthera = Renanopsis
- Vandopsis × Renanthera × Rhynchostylis = Yoneoara
- Vandopsis × Renanthera × Sarcanthopsis = Sarvandopanthera
- Vandopsis × Renanthera × Vanda = Hawaiiara
- Vandopsis × Rhynchostylis = Opsistylis
- Vandopsis × Rhynchostylis × Sedirea = Rhynopsirea
- Vandopsis × Rhynchostylis × Vanda = Charlieara
- Vandopsis × Sarcanthopsis = Sarvandopsis
- Vandopsis × Sedirea = Vandopirea
- Vandopsis × Trichoglottis = Trichopsis
- Vandopsis × Vanda = Vanvanda